# NGC 3982

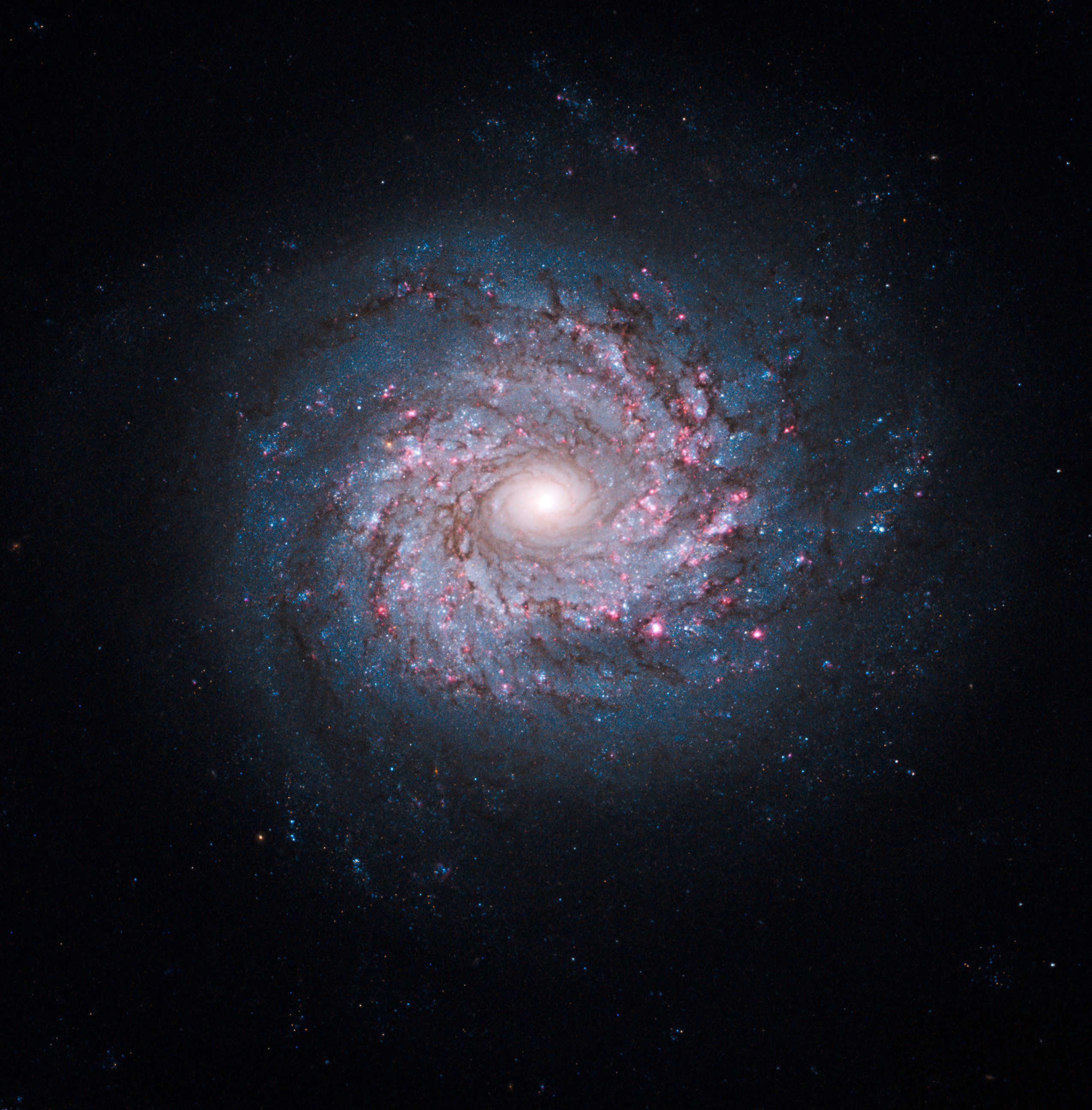
Hình ảnh của NGC 3982 chụp bằng kính viễn vọng Hubble

NGC 3982 (tên khác là UGC 6918 và PGC 37520) là tên của một thiên hà xoắn ốc trung gian nằm trong chòm sao Đại Hùng. Khoảng cách xấp xỉ của nó là 68 triệu năm ánh sáng. Ngày 14 tháng 4 năm 1789, nhà thiên văn học người Anh gốc Đức William Herschel phát hiện ra nó và nghĩ nhầm rằng nó là một tinh vân. Hiện tại, thiên hà này là một phần của nhóm M109.
Ở cấp sao biểu kiến 12, NGC 3982 cần một kính viễn vọng để quan sát. Với việc sử dụng một kính viễn vọng nhỏ, nó là một đốm sáng rất mờ với vùng chính giữa sáng hơn chung quanh.

## Đặc điểm chung
NGC 3982 là một thiên hà Seyfert, rộng 30000 năm ánh sáng, bằng 1/3 kích thước củaNgân Hà. Hiện tại, nó đang di chuyển xa dẫn với vận tốc 1109 km/s. Nó là một thiên hà xoắn ốc kiểu mẫu giống như thiên hà của chúng ta. Bên cạnh đó, nó còn có một lỗ đen siêu khối lượng ở tâm thiên hà và những vùng hình thành sao rất lớn nằm ở các nhánh xoắn ốc của nó. Các siêu tân tinh hầu như được quan sát đều ở những khu vực này.
NGC 3982 có một tỉ lệ hình thành sao rất lớn. Còn khu vực nhân thiên hà là nơi của các ngôi sao già hơn ở đó. Khối lượng các ngôi sao hình thành ở khu vực trung tâm này là 0,52 lần khối lượng mặt trời/năm.
Nó là thiên hà nằm trong nhó M109, một nhóm gồm hơn 50 thiên hà nằm trong chòm sao Đại Hùng. Nhóm này lấy tên của thiên hà có độ sáng lớn nhất là Messier 109.

## Dự liệu hiện tại
Theo như quan sát đây là thiên hà nằm trong chòm sao Đại Hùng và dưới đây là một số dữ liệu khác:
Xích kinh 11h 56m 28.1s
Độ nghiêng +55° 07′ 31″
Giá trị dịch chuyển đỏ 1109 ± 6 km/s
Cấp sao biểu kiến 12.0
Kích thước biểu kiến 1′.7 × 1′.5
Loại thiên hà SAB(r)b